# الکترا (سوفوکل)
الکترا (به یونانی: Ηλέκτρα؛ به انگلیسی: Electra) نام نمایشنامه‌ای تراژدی از تراژدی‌نویس بنام یونانی سوفوکل می‌باشد که در حدود ۴۱۰ یا ۴۰۹ پیش از میلاد نوشته شده‌است و داستان انتقام گیری الکترا و برادرش اورستس از مادرشان کلوتایمنسترا و پدرخوانده‌شان آیگیستوس به خاطر کشتن پدرشان آگاممنون را روایت می‌کند.

## شخصیت‌های نمایش
- اورستس (پسر آگاممنون و کلوتایمنسترا)
- الکترا (خواهر اورستس)
- خروسوتمیس (خواهر اورستس)
- آموزگار و سرپرست اورستس
- کلوتایمنسترا
- آیگیستوس
- گروه همسرایان زنان مایسنا
- پولادس (پسر استروفیوس، پادشاه کریسا و دوست اورستس)

## پیش‌زمینه
آگاممنون برای نجات هلن، همسر برادر خود منلائوس باید به تروا برود. او برای برکت گرفتن از ایزدبانو آرتمیس، دختر خود ایفیگنیا را قربانی می‌کند. آگاممنون پس از ۱۰ سال با پیروزی و در حالیکه کاساندرا دختر پریاموس، پادشاه کشته شدهٔ تروا را به عنوان پاداش جنگ و همخوابهٔ جدید خود همراه دارد باز می‌گردد. اما همسرش کلوتایمنسترا با همراهی معشوقهٔ تازه خود آیگیستوس، او و کاساندرا را می‌کشد و آیگیستوس بر تخت شاهی آگاممنون می‌نشیند.
از آنجا که گرفتن انتقام پدر بر عهدهٔ پسر است، الکترا، دختر آگاممنون، برادرش اورستس را همراه با آموزگار وفادارشان به جایی دیگر می‌فرستد تا از خطر کشته شدن به دست مادرشان و آیگیستوس در امان ماند و خودش و خواهرش خروسوتمیس در کاخ باقی می‌ماند.
داستان نمایشنامهٔ الکترا سال‌ها پس از این اتفاقات شروع می‌شود.

## خلاصه نمایشنامه
آموزگار پیر همراه با اورستس و دوستش پولادس برای گرفتن انتقام آگاممنون از راه می‌رسند. پیشگویی به اورستس گفته که او به تنهایی باید انتقام پدرش را بگیرد. به همین دلیل نقشه‌ای چیده‌اند تا آموزگار به تنهایی کاخ آیگیستوس رفته و اعلام نماید که اورستس در حادثهٔ ارابه‌رانی کشته شده‌است. سپس اورستس برای ادای احترام به مزار پدرش به معبد آپولو می‌رود.
در کاخ آیگیستوس، الکترا از غیبت او استفاده می‌نماید و پس از مدت‌ها زندانی بودن در داخل کاخ از آن خارج شده و با صدای بلند به سوگواری پدر خود می‌پردازد و ناله سر می‌دهد که چقدر دیگر باید صبر نماید تا انتقام پدرش گرفته شود. گروه همسرایان با او همدردی کرده و از او می‌خواهند تا با سرنوشت خود کنار آید. اما الکترا می‌گوید تا زمانی که که قاتلان پدرش به مجازات نرسند آرامش نخواهد یافت. در این میان خواهرش خروسوتمیس بیرون آمده و به ملامت الکترا می‌پردازد که او نیز داغدار است ولی آن را این گونه به نمایش نمی‌گذارد. اما الکترا او را متهم به دودوزه‌بازی می‌کند. گروه همسرایان از دو خواهر می‌خواهند که با یکدیگر نزاع نکنند و می‌گویند هردوی آنها حق دارند. خروسوتمیس سپس به الکترا می‌گوید که مادرشان می‌خواهد پس از بازگشت آیگیستوس، او را به دلیل سخنان بی‌پروایش تبعید نماید اما الکترا می‌گوید که برایش اهمیتی ندارد. سپس خروسوتمیس می‌گوید که مادرشان کابوسی در رابطه با پدرشان دیده و از او خواسته تا برای آرامش روح آگاممنون، خمره‌ای شراب را بر مزار او بگذارد. الکترا از شنیدن این سخن دلگرم می‌شود که زمان انتقام فرارسیده و از خواهرش می‌خواهد تا شراب را به دور ریخته و طره‌ای از گیسوان خود را برای احترام به پدرشان تقدیم نمایند. خروسوتمیس می‌پذیرد و به سمت معبد راه می‌افتد.
پس از رفتن او، مادرشان کلوتایمنسترا بیرون آمده و با الکترا شروع به بحث می‌کند. او می‌گوید که حق داشته تا آگاممنون را بکشد زیرا دخترشان ایفیگنیا را قربانی کرده بوده و الکترا دلیل می‌آورد که آگاممنون این کار را به دلیل خشم آرتمیس انجام داده بوده و چاره‌ای جز این نداشته‌است. در این بین آموزگار که اینک دیگر کسی او را نمی‌شناسد با کوزه‌ای خاکستر وارد کاخ می‌شود و مرگ اورستس را اعلام می‌نماید. کلوتایمنسترا در ابتدا از اینکه فرزندی دیگر را از دست داده شوکه می‌شود اما با یادآوری اینکه دیگر کسی نیست تا به خونخواهی آگاممنون برخیز آرامش می‌یابد؛ ولی الکترا به سختی شروع به شیون کرده و در سوگ برادر خود قسم می‌خورد که دیگر پا به درون کاخ نخواهد گذاشت و آنقدر آنجا خواهد نشست تا از گرسنگی بمیرد. لحظه‌ای بعد خروسوتمیس با شادی پیش الکترا آمده و خبر از بازگشت اورستس می‌دهد زیرا موی او را بر گور پدرشان یافته‌است. اما الکترا به او می‌گوید که برادرشان مرده و از او می‌خواهد تا در گرفتن انتقام به او کمک کند. خروستمیس نمی‌پذیرد و از الکترا می‌خواهد که به خود آید اما خواهرش نمی‌پذیرد و او به درون کاخ باز می‌گردد.
در این هنگام اورستس همراه با پیلادس به نزدیک کاخ می‌سند. اورستس از شیون و سوگ الکترا چنان منقلب می‌شود که خود را به او معرفی می‌نماید. خواهر و برادر یکدیگر را باز می‌شناسند و الکترا چنان به وجد می‌آید که آوای خوشی سر می‌دهد. اما آموزگار که از کاخ بیرون آمده آن دو را ملامت می‌کند که نقشه‌شان را به خطر نیندازند. سپس اورستس به درون کاخ رفته و کلوتایمنسترا را که صدای التماس‌هایش شنیده می‌شود به قتل می‌رساند. سپس آیگیستوس از راه می‌رسد و الکترا به او می‌گوید که برادرش کشته شده و او خود نیز از رفتارش پشیمان است. آیگیستوس به درون کاخ می‌رود و اورستس را می‌بیند که در پشت جسدی که با پارچه پوشانده شده ایستاده‌است. گمان می‌برد که جنازهٔ اورستس در زیر پارچه قرار دارد اما با کنار زدن آن می‌بیند که همسرش کلوتایمنسترا است. الکترا از اورستس می‌خواهد تا در کشتن آیگیستوس درنگ نکند اما اورستس او را به مکانی از خانه که پدرشان به قتل رسیده برده تا او نیز همان رنجی که آگاممنون به هنگام مرگ کشیده‌است را تحمل نماید.
در پایان نمایش گروه همسرایان چنین می‌خوانند که کار آن روز به خوبی انجام گرفته و آرامش بار دیگر به آن خانه بازگشته‌است.